# James Barry
James Miranda Stuart Barry, ou simplesmente James Barry, nascido Margaret Ann Bulkley (Reino da Irlanda, 9 de novembro de 1795 – Londres, 25 de julho de 1865), foi um cirurgião do exército britânico e um dos cirurgiões que mais se destacaram na Batalha de Waterloo, em 1815. Nascido na Irlanda, James obteve seu diploma em medicina pela Universidade de Edimburgo, servindo então na Cidade do Cabo e depois em várias localidades do Império Britânico.
Antes de se aposentar, James foi promovido ao posto de inspetor geral, posto equivalente ao de general de brigada, responsável pelos hospitais militares, o segundo maior posto entre os profissionais médicos do Exército Britânico. James não apenas melhorou as condições de tratamento para soldados feridos como também melhorou o atendimento aos povos locais, tendo feito a primeira cesariana bem sucedida na África, em que mãe e bebê sobreviveram.
Tendo vivido como homem, James nasceu como Margaret Ann Bulkley e era identificado como uma menina na infância. James passou a viver como homem, tanto na esfera pública quanto na privada, em parte para ser aceito em uma universidade e depois para poder trabalhar como cirurgião. A verdade só foi conhecida por seus colegas depois de sua morte.

## Biografia

### Primeiros anos
Tirando algumas correspondências pessoais, há poucas fontes e informações sobre a vida de James. Pesquisam indicam que ele possa ter nascido em Cork, em 1789. Outras fontes indicam seu nascimento em 1792, 1795 e até 1799. É provável que tantas datas diferentes sejam resultado de James mentindo sobre sua idade em documentos oficiais.
James era o segundo filho de Jeremiah e Mary-Ann Bulkley, e lhe deram o nome de batimos de Margaret Anne. Mary-Ann Bulkley era irmã do pintor James Barry, da Academia Real Inglesa. Jeremiah lidava com comércio no mercado central, em Cork. Porém, o movimento anti-católico o levou a deixar seu emprego, o que deixou a família em uma situação financeira difícil. Jeremiah chegou a cumprir pena em Dublin por dívidas. Uma terceira criança aparece no histórico da família, apresentada como irmã de James, chamada Juliana, mas é provável que fosse fruto de estupro sofrido por James. Em sua autópsia, há marcas típicas de nascimento.
Ainda adolescente, James foi educado para se tornar governanta, mas a ausência de evidências comprovando relações de trabalho mostram que foi difícil para James encontrar um cargo. Algum tipo de associação entre James, sua mãe e depois alguns de seus mais próximos amigos, o general Francisco de Miranda, Edward Fryer e Daniel Reardon, foi estabelecida para facilitar a entrada de James na faculdade de medicina.
A Universidade de Edimburgo seria seu local de estudo e assim James embarcou em 30 de novembro de 1809. Assim, James deixou de ser Margaret, assinando como James Barry, sobrinho do pintor irlandês James Barry. Em uma carta de 14 de dezembro daquele mesmo ano, James pede que qualquer correspondência para Margaret Bulkley fosse encaminhada para Mary-Ann Bulkley, a quem se refere como sendo "sua tia". Um erro de assinatura nesta carta foi o que levou à conclusão de que Margaret e James eram de fato a mesma pessoa.
Chegando a Edimburgo em novembro de 1809, James começou seus estudos na faculdade de medicina da universidade. A baixa estatura, a voz suave, as feições delicadas e a pele fina levaram muitos de seus colegas a suspeitar que ele nem tivesse passado da puberdade. Assim a universidade tentou barrar seus exames finais devido a aparente juventude.
Mas David Erskine, 11º Duque de Buchan, amigo da família, persuadiu a universidade e James se graduou em medicina em 1812. James então mudou-se para Londres, estagiando em vários hospitais, trabalhando com médicos renomados da época como o celebrado cirurgião Astley Cooper. Em 2 de julho de 1813, James passou pela prova da Escola de Cirurgiões.

## Carreira

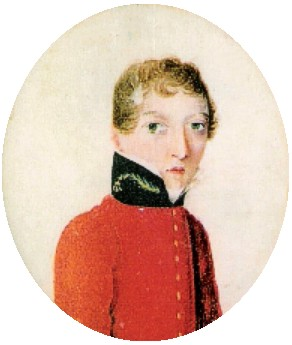
Retrato de James Barry, pintado cerca de 1813–1816

Após se alistar no Exército Britânico, James foi nomeado como assistente hospitalar em 6 de julho de 1813 e serviu em vários postos em Chelsea e no hospital militar de Plymouth, sendo promovido a cirurgião assistente, o equivalente a tenente, em 7 de dezembro de 1815.
Em 1816, ele foi enviado para a Cidade do Cabo, na África do Sul Por volta dessa época, James foi apresentado ao governador da cidade, Lorde Charles Somerset, cuja filha esteve muito doente. Depois de tratá-la e fazê-la se recuperar plenamente, James se tornaria o médico particular do governador e muito amigo da família.
Em 1822, Lorde Charles o indicou a médico inspetor da colônia, um cargo impressionante para um oficial de baixa patente do Exército Real, o que lhe trazia também grandes responsabilidades. Nos 10 anos em que trabalhou na Cidade do Cabo, James promoveu grandes mudanças, entre elas melhorias no saneamento básico e no tratamento da água, melhorou a condição dos escravos, presos e doentes mentais, e melhorando as condições de internação para pacientes com lepra. James também fez a primeira cirurgia cesariana bem sucedida do continente, onde mãe e bebê sobreviveram, tanto que a criança foi batizada como James Barry Munnik em sua homenagem. James fez vários inimigos na cidade por criticar os oficiais locais e a maneira como lidavam com questões de saúde. Foi seu relacionamento com o governador que barraram os boatos contra o médico de se espalharem.
Em 22 de novembro de 1827, James foi promovido a cirurgião. Seu posto seguinte seria nas Ilhas Maurício. No ano seguinte, James largou seu posto e voltou para a Cidade do Cabo para tratar de Lorde Charles, que tinha ficado gravemente doente e lá permaneceu até sua morte em 1831. Seu posto seguinte seria a Jamaica e depois a Ilha de Santa Helena, em 1836. Uma briga com outro médico do Exército o levou à prisão e depois à corte marcial, sob acusações de "conduta inapropriada a um oficial e cavalheiro". Considerado inocente, James não teve nenhuma reprimenda.
Em 1840, James foi enviado para as Ilhas de Sotavento e Ilhas de Barlavento, onde melhorou as condições de saúde das tropas, tendo recebido uma nova promoção, como primeiro oficial médico. Em 1845, James teve febre amarela e partiu para a Inglaterra para se tratar. Ao ser curado e liberado para voltar ao serviço, James foi enviado para Malta, em 1846. Lá ele levou uma reprimenda surpreendente, por se sentar em um banco na igreja que era reservado ao clero. Ainda na ilha, enfrentou uma epidemia de cólera em 1850.
Seu posto seguinte foi em Corfu, na Grécia, em 1851, o que o levou à uma nova promoção, a um cargo equivalente ao de tenente-coronel. De licença, James visitou a Crimeia, onde um pedido para ser enviado para um posto oficial na região foi negado. Foi na Crimeia que uma famosa discussão teria acontecido com Florence Nightingale.
Em 1857, James foi enviado para o Canadá, onde foi promovido mais uma vez para um cargo equivalente ao de general de brigada, em 25 de setembro. Com seu novo posto e hierarquia, James pode lutar por melhor alimentação, saneamento e cuidados médicos para prisioneiros, leprosos, bem como soldados e suas famílias. Onde quer que James estivesse trabalhando, ele lutava por melhorias de vida para os locais e para os soldados, indignado com o sofrimento desnecessário da população. Isso não o deixava em boa situação com seus colegas, com quem tinha discussões frequentes a respeito de suas ações humanitárias, fazendo-o ser preso várias vezes.
James era vegetariano e abstêmio. Costumava manter distância de relacionamentos íntimos, mas adorava animais de estimação, em especial seu poddle, Psyche.

## Morte
Apesar de não gostar da decisão do Exército, James foi forçosamente aposentado em 19de julho de 1859 devido à idade avançada e à doença frágil, tendo sido substituído pelo médico David Dumbreck. Após um período vivendo em Londres, James faleceu devido à disenteria em 25 de julho de 1865. Seu sexo biológico foi descoberto após sua morte, em sua autópsia, apesar de haver dúvidas sobre a pessoa que teria descoberto, provavelmente uma assistente de legista. Ela teria reclamado com o médico de James, o major D. R. McKinnon, de que não teria sigo paga por seus serviços. Major McKinnon, que tinha assinado a certidão de óbito de James onde o identifica como homem não concordava com as alegações da assistente, nem a pagou. Inconformada com a situação, ela foi à imprensa e tornou o caso público, o que foi um grande escândalo na época.